# バッド・ベティカー
バッド・ベティカー（Budd Boetticher [ˈbɛtɪkər]、1916年7月29日 - 2001年11月29日）は、アメリカ合衆国の映画監督である。本名はオスカー・ベティカー・ジュニア（Oscar Boetticher Jr.）。

## 経歴
1916年7月29日、イリノイ州シカゴにてオスカー・ベティカー・ジュニアとして生まれる。大学で学んだのち、メキシコへ渡り、プロの闘牛士となる。
1941年、技術顧問として関わったルーベン・マムーリアン監督『血と砂』で映画業界に進出する。1944年の監督デビュー以来、西部劇をはじめとして約40本の映画を手がけた。
2001年11月29日、カリフォルニア州サンディエゴにて死去。85歳没。
批評家のアンドレ・バザンがベティカーの『七人の無頼漢』を絶賛したほか、彼の作品はサム・ペキンパー、セルジオ・レオーネ、マーティン・スコセッシなどに愛された。

## フィルモグラフィー
特記なき作品は監督を担当。

### 映画
- ミステリアスな一夜 One Mysterious Night （1944年）
- 消えた陪審員 The Missing Juror （1944年）
- 霧の中の逃走 Escape in the Fog （1945年）
- 閉ざされた扉の陰 Behind Locked Doors （1948年）
- 美女と闘牛士 Bullfighter and the Lady （1951年）
- ロデオ・カントリー Bronco Buster （1952年）
- シマロン・キッド The Cimarron Kid （1952年）
- 征服されざる西部 Horizons West （1952年）
- レッドボール作戦 Red Ball Express （1952年）
- 最後の酋長 Seminole （1953年）
- 平原の待伏せ The Man from the Alamo （1953年）
- 海底の大金塊 City Beneath the Sea （1953年）
- 灼熱の勇者 The Magnificent Matador （1955年）
- 殺し屋は放たれた The Killer Is Loose （1956年）
- 七人の無頼漢 Seven Men from Now （1956年）
- 反撃の銃弾 The Tall T （1957年）
- 決闘ウエストバウンド Westbound （1959年）
- 暗黒街の帝王 レッグス・ダイヤモンド The Rise and Fall of Legs Diamond （1960年）
- 決闘コマンチ砦 Comanche Station （1960年）
- 真昼の死闘 Two Mules for Sister Sara （1970年） - 原案

### テレビドラマ
- マーベリック Maverick （1957年）

## 著書
- When in Disgrace （1989年） ISBN 9781882747696

## 受賞
- 1992年 - 第18回ロサンゼルス映画批評家協会賞 - 生涯功労賞[8]

## 関連文献
- Wilmington, Michael (2001年12月7日). “The 10 best works of Budd Boetticher”. Chicago Tribune. 2016年3月6日閲覧。